# Eudactylinella alba
Eudactylinella alba är en kräftdjursart som beskrevs av C. B. Wilson 1932. Eudactylinella alba ingår i släktet Eudactylinella och familjen Eudactylinidae. Inga underarter finns listade i Catalogue of Life.